# Tarnazsadány
Tarnazsadány è un comune dell'Ungheria di 1.327 abitanti (dati 2001). È situato nella contea di Heves.